# Технічне діагностування радіоелектронних пристроїв
Технічна діагностика (англ. technical diagnostics) — область знань, яка займається вивченням технічного стану об'єктів в даний момент часу.
Надійність (англ. reliability) — здатність технічного об'єкта виконувати задані функції, зберігаючи в часі значення встановлених експлуатаційних показників у заданих межах, що відповідають заданим режимам та умовам експлуатації, технічного обслуговування, ремонту, зберігання, транспортування.
Теорія надійності є основою прогнозування технічного стану об'єкта (англ. technical state of prediction), тобто визначення технічного стану об'єкта з наперед заданою імовірністю на майбутній період часу.
Наука «Технічна діагностика» має строгу і усталену систему термінології, яка визначена системою державних стандартів СРСР та України:
- ГОСТ 20911 — 75. Техническая диагностика. Основные термины и определения.
- ДСТУ 2389 — 94[недоступне посилання з липня 2019]. Технічна діагностика. Терміни і визначення.

На рисунку нижче показано зв'язок навчальної дисципліни «Технічна діагностика» з іншими забезпечують навчальними дисциплінами і областями технічних знань.

## Об'єкт і його технічний стан
У завданнях технічної діагностики зазвичай використовується термін об'єкт технічного діагностування (англ. unit under test).
Для радіо-електронної апаратури це:
Стосовно до радіоелектронним виробам як об'єкти розглядаються мікросхеми та інші радіоелектронні компоненти, типові елементи заміни (ТЕЗи, друковані плати, ПЛІС і т. д.), пристрої обчислювальної техніки (комп'ютери, периферійне обладнання, мережеве обладнання), комп'ютерні мережі.
Технічний стан об'єкта (англ. technical state of object) — категорія, яка характеризується відповідністю або невідповідністю якості об'єкта певним технічним вимогам, встановленої технічною документацією на даний об'єкт.
Технічний стан буває:
- справне (Сп) — несправне (Н);
- працездатне (Пз) — непрацездатний (Н);
- правильного функціонування (ПФ) — неправильного функціонування.

## Види технічного стану
Справність — технічний стан, при якому об'єкт відповідає всім вимогам нормативно-технічної документації.
Якщо відповідність порушено, то об'єкт вважається несправним. Порушення справності об'єкта (невідповідність документації) прийнято називати пошкодженням.
Працездатність — технічний стан, при якому об'єкт здатний виконувати задані функції, зберігаючи значення основних технічних параметрів в межах, заданих нормативно-технічною документацією. Якщо це не виконується, об'єкт вважається непрацездатним. Втрата працездатності характеризується як відмова (англ. failure). Відмова це завжди подія (англ. event).
Правильне функціонування — здатність об'єкта виконувати покладені на алгоритми функціонування при використанні його за призначенням. Якщо це не виконується, об'єкт визнається неправильно функціонуючим.
Поняття справності і працездатності не є підмножинами один одного. Ці поняття характеризують різні аспекти технічного стану об'єкта. Справний об'єкт може втратити працездатність (дати відмову). Наприклад, комп'ютер може «зависнути» через неправильні налаштування програмного забезпечення або неправильних дій користувача. Несправний об'єкт може бути працездатним, наприклад, якщо не горить лампочка контролю харчування електричної мережі.
Стан правильного функціонування є підмножиною працездатного стану.
Фізичної причиною зміни технічного стану об'єкта є дефект. Під дефектом в технічній діагностиці розуміється фізичне пошкодження об'єкта, яке призводить до втрати працездатності (відмови). Математичною моделлю дефекту стосовно радіоелектронним об'єктів є несправність.

## Види технічного діагностування
Процес визначення технічного стану об'єкта з певною точністю називається технічним діагностуванням (англ. technical diagnostsis). Результатом діагностування є висновок про технічний стан об'єкта з зазначенням, при необхідності, місця, виду і причини дефекту.
Діагностування, яке здійснюється під час функціонування об'єкта і на який подаються тільки робочі впливу називається функціональним технічним діагностуванням.
Технічне діагностування, при якому на об'єкт подаються спеціальні впливу, що використовуються тільки для цілей діагностування, називається тестовим діагностуванням.
Впливу, що подаються на об'єкт при тестовому діагностуванні, називаються тестами діагностування або просто тестами (англ. tests).
Технічне діагностування з метою визначення тільки виду технічного стану об'єкта харак теризуется як контроль технічного стану (англ. fault detection).
Тест для контролю технічного стану називається перевіряючий тест. Перевіряючий тест розрізняє справний (Іс) або працездатне (Рс) стан від безлічі несправних (непрацездатних), що зображено на малюнку справа.
Технічне діагностування з метою визначення місця і, при необхідності, причини та види дефекту, характеризується як пошук дефекту (англ. fault location).
Тест, призначений для пошуку дефекту, називається тест пошуку дефекту. Тест пошуку дефекту дозволяє розрізнити безліч несправних (непрацездатних) станів між собою.

## Системи технічного діагностування
Система технічного діагностування (англ. system of diagnostics, test system) — сукупність засобів і об'єкта діагностування та, при необхідності, виконавців, підготовлена до діагностування або здійснює його відповідно до алгоритму діагностування.
Засіб технічного діагностування (англ. technical diagnosis equipment, diagnostic device, tester) — сукупність апаратних і програмних засобів, за допомогою яких здійснюється діагностування.
Зовнішній засіб технічного діагностування (англ. external diagnostic device) — засіб діагностування, виконане окремо від конструкції об'єкта діагностування.
Вбудований засіб технічного діагностування (англ. built-in diagnostic device) — засіб діагностування, виконане в загальній конструкції з об'єктом діагностування.
Алгоритм технічного діагностування (англ. algorithm of technical diagnosis) — сукупність приписів про порядок проведення діагностування.
Система тестового діагностування (англ. test system) — система технічного діагностування, в якій в ході діагностування на об'єкт подаються тестові впливу. Загальна структура системи тестового діагностування показана на малюнку
Автоматизована система технічного діагностування (англ. computer-aided test system) — система технічного діагностування, що забезпечує діагностування із застосуванням засобів автоматизації та частковою участю оператора.
Автоматична система технічного діагностування (англ. automatic test system) — система технічного діагностування, що забезпечує діагностування без участі оператора.